# إليوت بولوك روزفلت
إليوت بولوك روزفلت (بالإنجليزية: Elliott Roosevelt I)‏ هو نجم اجتماعي أمريكي، ولد في 28 فبراير 1860، وتوفي في 14 أغسطس 1894 في أبينغدون في الولايات المتحدة بسبب صرع.